# Hreljin
Hreljin je naselje u Hrvatskoj. Smješten je iznad Bakarskog zaljeva.
Administrativno pripada području grada Bakra, koji je dio Primorsko-goranske županije.
Zaštitnik mjesta je sv. Juraj. Dan mjesta ("Jurjeva") je 23. travnja.

## Zemljopis
Naselje Hreljin proteže se kroz područje 2 katastarske općine: Hreljin i Ružić-selo.
Kroz Hreljin južnim dijelom naselja prolazi državna cesta D501 uz koju se nalazi i nogometno igralište "Lonja". Županijska cesta ŽC5063 prolazi kroz Hreljin i u naselju Melnice se spaja na županijsku cestu ŽC5068 koja ide u smjeru Zlobin i Fužine. Naselje prati konfiguraciju terena te se nepravilno širi od glavnih prometnica u dio zaštićeni od bure.
Naselje nema imenovane ulice, ali stanovništvo prepoznaje dijelove naselja (zaseoke): Solnice (centar mjesta), Gladovo, Pod Solnice, Palentarovo, Biljin, Raskrižje, Stara cesta, Čopovsko, Kukurinovo, Knezovo,  Tursko, Vidasko, Sobolsko, Zastene, Gaj, Jesenje, Maj, Donje Selo, Ravnica, Lokvica, Lonja, Glavičina, Dorisko, Placa, Kalac, Dragisino, Pajino Selo, Hrustica, Popelišće, Prinčica, Pod Kol, Kalvarija, Cerkul, Fister, Melnice, Plase.
Sjeverno od Hreljina prolazi željeznička pruga M202 Zagreb Glavni kolodvor – Karlovac – Rijeka. Pruga dotiče mjesto iznad zaseoka Melnice i prolazi kroz Plase. Iznad Melnica je manja željeznička stanica istog imena, a Plase su jedna od većih željezničkih stanica (4 kolosjeka) na pruzi za Zagreb, nekada vrlo važno stajalište za opskrbu parnih lokomotiva vodom i gorivom.
U centralnom dijelu naselja nalazi se crkva Sv. Jurja iz 1794.godine, Dom kulture, dječji vrtić, osnovna škola, opskrbni centar i poštanski ured 51226 Hreljin.

## Povijest
Hreljin neki ubrajaju u sedam utvrda Liburna (septem turres) rimske Liburnije, što svjedoči da ga se drži za stari grad. Tko i kada ga je osnovao ne može se pronaći, a narodna priča govori da ga je sagradio Hrelja (Herkul) koji je došao iz Grčke.
Oko Hreljina ima pronađenih ostataka naseobina iz rimskog doba, rimskih miljokaza u blizini Bakarca, a pronađeno je i nešto rimskih novčića u blizini naselja Plase.
1225. s Vinodolom je i Hreljin došao u vlast knezova Krčkih Frankopana. Prvi ozbiljniji pisani trag je iz 1288. godine i to u poznatom Vinodolskom zakonu gdje je grad Hreljin jedna od devet vinodolskih općina. Darovnicom hrvatsko-ugarskog kralja Andrije II Hreljin je potpao pod vlast krčke vlastele, ali slobodni seljaci nisu željeli postati kmetovi pa je dolazilo do sukoba, koji su okončani propisivanjem Vinodolskog zakonika kojim su knezovi seljacima učinili neke ustupke, a seljaci priznali vlast otočkih knezova. 
Stari grad Hreljin se nalazio na području današnje Gradine. Bio je opasan zidinama s dvije kule, i imao je dva ulaza. Na sjeverozapadnom i jugozapadnom kraju stajala je po jedna obrambena kula kružna tlocrta. Kula okrenuta prema Bakarskome zaljevu zatvarala je s obrambenim zidom i manjom četverougaonom kulom mali kaštel, vjerojatno najstariji dio utvrđenoga naselja. 
Na najvišem mjestu brežuljka je bila tvrđava čiji su ostaci i danas dobro sačuvani. U sredini naselja se je nalazila jednobrodna crkva sv. Jurja, s prizidanim zvonikom na pročelju. 
1403. godine za vrijeme kneza Nikole Frankopana Hreljin se spominje kao grad s 4 svećenika. 
1440. godine Hreljin se spominje kada je u njemu izdana glagoljska isprava kojom Ivan Frankopan daruje zemlju Pavlinima samostana sv. Marije u Crikvenici.
1491. godina se spominje na kamenom okviru tabernakula (svetohraništa) koji je nekad bio smješten u crkvi sv. Jurja u starom gradu Hreljinu, a sada je pohranjen u arheološkom muzeju u Zagrebu. Tabernakul je završen oko te godine jer se na njemu čita »Hic. est. cborpus. Domini. Inostri. Yesu. Cristi. 1491. «. Na njemu grb Frankapana i grb grada Senja, i vjerojatno je to dar knezova Frankapana koji su tada upravljali gradom.
Od godine 1550. Hreljinom vlada knez Nikola Zrinski. Upravu je vodio njegov brat Juraj. 
1605. godine potpisan je prvi poznati urbar za Hreljin. Po tom urbaru plaćali su hreljani "bir" u grad 424 libar u gotovu, a osim toga druga podavanja u naravi, "sulj" od marve, ubirala se "trgovina" od robe na cesti i u Bakarcu, gradskoj luci.
U to vrijeme (kraj 16. i početak 17. stoljeća) je i crkva proširena na tri broda.
1649. pripao je Hreljin s ostalim primorskim imanjima knezu Petru Zrinskom.
1692. godine odriče se udovica Zrinskih imanja muževih, prekupi ih austrijska komora od ugarske, pa je tako Hrejlin došao pod upravu Austrijske komore.
1699. kraj crkve sv. Jurja je podignuta kapelica Gospe Snježne (sv. Marije), jedini do danas potpuno sačuvani objekt u starom gradu Hreljinu. Svake godine na blagdan Gospe Snježne u kapelici se održava svečana misa.
Kad se 1726. g. počela graditi nova Karlova cesta iz Karlovca za Rijeku, počelo je seljenje hreljana na ondašnji Piket, a današnje područje naselja Hreljin. Ime Piket potječe iz doba Napoleonove Ilirije kada su francuske straže (franc. piquet znači "poljska straža") bile stacionirane na području današnjeg mjesta Hreljin.
1778. godine Bakar je proglašen slobodnim kraljevskim gradom, uspostavljena je municipalna uprava, a područje municipija je obuhvaćalo i bakarski kotar tj. teritorije od Trsata do Kraljevice, pa tako i Hreljin.
1789. godine ukinut je kaptol Hreljinski.
1790. nakon požara koji je uništio crkvu unutar zidina, preseli se i župnik s starog grada Hreljina k novoj crkvi sv. Jurja na Piketu. Nova crkva Svetog Jurja mučenika na Piketu građena je 1795. – 1798. u vrijeme župnika Martina Antuna Puškarića. Dovršetkom postaje župna crkva Hreljina.
1853. utemeljena je škola na Hreljinu, i tada je "Hreljin imao oko 2.800 duša".
1861. dr. Ante Starčević izabran je zastupnikom kotara Hreljin-Grobnik u Hrvatski Sabor u svom prvom mandatu u Saboru.
Od sredine 19. stoljeća, a posebno između dva svjetska rata, veliki broj Hreljana se iseljava u prekomorske zemlje, tako da praktički nema kuće koja nema nekoga u jednoj od Amerika. Prema postojećim pisanim podacima, u tom je razdoblju iz Hreljina u svijet otišlo 1171 čovjek (991 muškarac i 180 žena). Pretpostavlja se da je što mornara, što neregistriranih iseljenika bilo barem još 350-400 što daje broj od preko 1500 ljudi koji su napustili Hreljin u to doba.
Najpoznatiji hreljinski iseljenik je Josip Marohnić (rođen 12. 11. 1866. na Hreljinu, umro u Americi 23. 1. 1921). Josip Marohnić je jedan od najutjecajnijih hrvatskih doseljenika u Ameriku. Osnovao je prvu Hrvatsku crkvu u Americi, izdavao je novine "Hrvatski glasnik", jedan je od suosnivača Hrvatske bratske zajednice.
1874. nezadovoljstvo seoskih općina s područja municipija grada Bakra dovelo je do razvrgnuća municipija, a dotadašnji dijelovi municipija, pa tako i Hreljin, postali su samostalne općine. Sjedište hreljinske Upravne općine bilo je smješteno u zgradi u centru mjesta, u kojoj je do 2010. godine bio i dječji vrtić, a koju stariji Hreljani još i danas zovu "općina".
1941. godine Hreljin okupira Talijanska vojska.
Rimskim ugovorom (dogovor između NDH i Italije o granici od 18. svibnja 1941.) Hreljin je presječen u dijelu koji i danas hreljani zovu "Granica" državnom granicom između NDH i Italije. Granica se prema moru spuštala na polovicu Bakarskog zalijeva, a na drugu stranu prema Delnicama.
Tijekom II svjetskog rata Hreljin aktivno sudjeluje u antifašističkoj borbi. 
U mjestu se nalazi talijanska vojska i institucije NDH. Prvi partizanski logor osnovan je šumi na području Tuhobića, brda iznad Hreljina.  7. listopada 1943. godine njemačka vojska je u ofenzivi uništila logor i život je izgubilo 107 partizana.
Nakon pada Italije, Hreljin zauzima njemačka vojska.
17. travnja 1945. IV. armija Jugoslavenske armije oslobađa Hreljin od njemačke i vojske NDH.
1974. Hreljin s izmjenama ondašnjeg društveno-političkog uređenja postaje mjesna zajednica u sklopu općine Rijeka.
1991. Hreljin postaje naselje na području tadašnje općine Bakar sa sjedištem u Bakru.
1995. općina postaje grad Bakar, a naselje Hreljin jedan od mjesnih odbora na području grada Bakra.

## Stanovništvo
| broj stanovnika | 2798  | 2965  | 2798  | 2993  | 3029  | 3008  | 2816  | 2446  | 1933  | 1939  | 1985  | 1988  | 1876  | 1897  | 1982  | 2206  | 2139  |
|                 | 1857. | 1869. | 1880. | 1890. | 1900. | 1910. | 1921. | 1931. | 1948. | 1953. | 1961. | 1971. | 1981. | 1991. | 2001. | 2011. | 2021. |

## Kultura
Centar kulturnog djelovanja na Hreljinu danas je Dom kulture koji se nalazi u centru mjesta, odmah do crkve Sv. Jurja. Sagrađen je u produžetku stare zgrade škole.
Već godinama je nositelj kulturnog života na Hreljinu Kulturno umjetničko društvo "Sloga" u današnjem obliku osnovana 1975. godine. KUD "Sloga" djeluje upravo u prostorima Društvenog doma.
Počeci organiziranog amaterskog kulturnog djelovanja sežu u davnu 1910. godinu kada je pri Narodnoj čitalnici osnovan mješoviti pjevački zbor, a nešto kasnije i tamburaški zbor i dramska sekcija. 1923. prestaje s radom to društvo, a njegovi članovi osnivaju tamburaški zbor "Primorac", a voditelj postaje Božo Vidas-Vuk. 
1922. godine osnovana je u sklopu Športskog društva "Hridina", tamburaška sekcija. 
1924. osnovan je Radničko-športski kulturno-prosvjetni klub "Sloga" koji je okupljao većinom politički aktivne radnike.
1936. godine osniva se "Ogranak seljačke Sloge" koji je u svom sastavu imao glumačku grupu, tamburašku sekciju i pjevački zbor. Najviše zasluga za ponovno oživljavanje kulturnog života na Hreljinu u to doba imao je naš priznati i poznati skladatelj Nikola Hercigonja. 
1945. godine nakon oslobođenja započinje djelovati KUD "Božo Vidas–Vuk" s pjevačkim zborom i dramskom sekcijom. 
1973. počinje djelovati klapa "Gradina" koja je djelovala punih 28 godina i bila je jedna od najdugovječnijih sjevernojadranskih klapa.
1992.godine osnovana vokalnoinstrumentalna grupa "Swing"djelovala sve do 1997.godine.
1995. godine osnovana je muška klapa "Frankopan" koja je djelovala 4 godine. 
1997. osnovana je sekcija za očuvanje hreljinske kulturne i prirodne baštine te njegovanje čakavskog narječja. Najznačajnija aktivnost odvija se u sklopu odbora za maškare "Čočman Express" koji već deset godina organizira široj okolici poznate maškarane zabave. 
1999. godine osniva se ženska klapa "Hreljin".

## Obrazovanje
- Dječji vrtić Hreljin
- Osnovna škola Hreljin   Arhivirana inačica izvorne stranice od 23. prosinca 2007. (Wayback Machine)

### Udruge
Udruge koje djeluju na Hreljinu:
- Dobrovoljno vatrogasno društvo "Hreljin"
- Kulturno-umjetničko društvo „Sloga“
- Lovačko društvo "Srndać" Hreljin (www.ld-srndac.hr)
- Ženska klapa "Hreljin"
- Klapa «Reful» Hreljin
- Maškarana udruga «Čočman express»

## Šport
- Nogometni klub Naprijed Hreljin
- Ženski boćarski klub Hreljin
- Muški boćarski klub Hreljin

## Poznate osobe
- Marija Akačić, hrvatska kazališna glumica, proglašena je jednom od najvećih glumica ilirizma.
- Ljubomir Kučan, hrvatski rimokatolički svećenik i profesor, crkveni glazbenik i pravnik
- Josip Marohnić, jedan je od utemeljitelja Hrvatska Bratska Zajednica
- Antica Polić, indijska višestruka državna prvakinja i rekorderka (pod djevojačkim prezimenom Miloš).
- Božo Vuk Vidas, političar i revolucionar
- Andro Švrljuga, hrvatski nogometaš
- Ricardo Bagadur, hrvatski nogometaš
- Martina Čop, hrvatska nogometna reprezentativka

## Vanjske poveznice
- Stari grad Hreljin

### Sestrinski projekti
|  | Zajednički poslužitelj ima još gradiva o temi Hreljin |

### Mrežna sjedišta
- Grad Bakar / Hreljin – službene stranice  Arhivirana inačica izvorne stranice od 18. listopada 2014. (Wayback Machine)
- NK Naprijed Hreljin  Arhivirana inačica izvorne stranice od 24. veljače 2019. (Wayback Machine)